# Vesna Maria Maher
Vesna Maria Maher, slovenska prevajalka, gledališka in filmska igralka.
Diplomirala je iz igre na Akademiji za gledališče, radio, film in televizijo v Ljubljani in bila zaposlena v Slovenskem ljudskem gledališču Celje in Gledališču Koper. Nastopila je v dveh kratkih filmih in dveh celovečernih filmih Zrakoplov in Rabljeva freska.

## Filmografija
- Pavji krik (1996, študijski igrani film)
- Rabljeva freska (1995, celovečerni igrani film)
- Zrakoplov (1993, celovečerni igrani film)
- Fotograf (1991, študijski igrani film)